# 정근 (배우)
정근 (본명 : 박정근, 1980년 11월 5일 ~ )은 대한민국의 배우이다.

## 출연작

### 드라마
- 《심청의 귀환》 (KBS2, 2007년) - 팔득 역
- 《명가》 (KBS1, 2010년)
- 《당신의 천국》 (SBS, 2010년) - 조상식 역
- 《괜찮아, 아빠딸》 (SBS, 2010년) - 강동보 역
- 《공주의 남자》 (KBS2, 2011년) - 막손 역
- 《청담동 앨리스》 (KBS2, 2012년) - 지앤의류의 대리 역
- 《너의 목소리가 들려》 (SBS, 2013년) - 강승구 역
- 《제왕의 딸 수백향》 (MBC, 2013년)
- 《갑동이》 (tvN, 2014년) - 박호석 역
- 《조선 총잡이》 (KBS2, 2014년) - 손택수 역
- 《어머님은 내 며느리》 (SBS, 2015년) - 남영국 역
- 《출동 케이캅》 (재능TV, 2015년) - 장대수 / 케이캅 블루 역
- 《우리집에 사는 남자》 (KBS2, 2016년)
- 《해피시스터즈》 (SBS, 2017년) - 공일삼 역
- 《열혈사제》 (SBS, 2019년) - 대관령 말대가리 역
- 《아내 사직서》 (웹드라마, 2025년) - 황 실장 역

### 영화
- 《고양이 장례식》 (2015년) - 민준 역

### CF
- 현대해상하이카 - 매니저 편 (2010년)